# حافظ‌آباد (سیرجان)
حافظ‌آباد روستایی در دهستان زیدآباد بخش زیدآباد شهرستان سیرجان استان کرمان ایران است.

## جمعیت
بر پایه سرشماری عمومی نفوس و مسکن در سال ۱۳۹۵ جمعیت این مکان ۲۹۳ نفر (۹۱خانوار) بوده‌است.